# Cyclobutanol
Cyclobutanol ist eine chemische Verbindung aus der Gruppe der Cycloalkanole.

## Gewinnung und Darstellung
Cyclobutanol kann durch Reaktion von Aminomethylcyclopropan mit salpetriger Säure und anschließende nucleophile Addition von Wasser gewonnen werden. Ebenfalls möglich ist die Darstellung durch Reduktion von Cyclobutanon mit komplexen Hydriden wie Lithiumaluminiumhydrid.

## Eigenschaften
Cyclobutanol ist eine klare hellgelbe Flüssigkeit. Bei niedrigen Temperaturen kristallisiert die Verbindung in einer orthorhombischen Kristallstruktur.